# HyperText Transfert Protocole Reliable
HyperText Transfert Protocole Reliable est un protocole créé par IBM visant à fiabiliser le transfert de messages client/serveur via un système journalisé. Il est en cours d'instruction auprès du W3C pour sa standardisation. HTTPR s'inspire du protocole HTTP.